# Savage Reign
Savage Reign (風雲黙示録 ～格闘創世～?, Fū'un Mokushiroku: Kakutō Sōsei) è un videogioco arcade di combattimento a tema futuristico, edito dalla SNK nel 1995. È stato portato esclusivamente sul Neo Geo CD, così come emulato per PlayStation 2 insieme al suo sequel Kizuna Encounter: Super Tag Battle solo in Giappone come parte della Fūun Super Combo. Questa compilation è stata ripubblicata nel PlayStation Store per la console PlayStation 4 nel dicembre 2016.

## Trama
Savage Reign è ambientato nella prima metà del 21º secolo nella città immaginaria di South Town (la stessa città utilizzata nella serie Fatal Fury e Art of Fighting), ora espansa e rinominata Jipang City. King Leo, misterioso e leggendario combattente scomparso da diverso tempo, decide di palesarsi nuovamente al pubblico sfidando i combattenti più forti del mondo a partecipare al suo torneo "The Battle of the Beast God", il cui vincitore verrà premiato con fama e ricchezza oltre ogni immaginazione. All'appello risponderanno nove combattenti, ognuno con le proprie motivazioni per affrontare King Leo.

## Modalità di gioco
Si tratta di un picchiaduro bidimensionale nel quale i guerrieri si sfidano in diverse arene. Ogni combattente possiede armi e tecniche uniche, tuttavia, Savage Reign ha alcuni elementi particolari che lo rendono diverso gli altri picchiaduro:
- Le armi possono essere usate sia per attacchi ravvicinati che per attacchi a distanza;
- Ogni arena possiede un livello superiore e uno inferiore, oltre a caratteristiche uniche. Quando i personaggi si trovano su livelli separati, gli sprite verranno rimpiccioliti per inquadrare un'area più grande dell'arena di combattimento;
- Ogni pulsante è usato per una funzione differente: sferrare un pugno, sferrare un calcio, utilizzare l'arma e spostarsi tra i due livelli dell'arena. Inoltre la velocità con cui si premono i pulsanti per gli attacchi ne determina anche la potenza: una pressione rapida e leggera produrrà un colpo debole; una pressione prolungata produrrà un attacco più forte.

## Personaggi
- Sho Hayate - Il protagonista della serie. Un giovane giapponese che mira a dimostrare la forza di Fu'un-Ken: uno speciale stile di combattimento che combina le arti marziali con la maestria del boomerang. Hayate è meglio conosciuto per il suo atteggiamento calmo ma sfacciato e inizia sempre i combattimenti con un forte grido di battaglia.
- Carol Stanzack - Una bella e giovane ginnasta francese costretta da suo padre (e insegnante) Jeanrick a sposare King Leo. Infastidita dall'impegno preso dal padre, lotta per rompere questa promessa. Lo stile di combattimento di Carol è un misto tra Aikido e ginnastica artistica, usa infatti come arma diversi oggetti da ginnasta.
- Max Eagle - Un wrestler professionista da sempre imbattuto, interessato sia alla sfida sia alla possibilità di ritrovare il fratello scomparso che crede essere proprio King Leo. Eagle combatte con lo stile da wrestling e impiega come arma un'ascia. L'organizzazione di wrestling per la quale lavora, la SWF, è la stessa vista nel gioco arcade 3 Count Bout.
- Gordon Bowman - Un corpulento ufficiale di polizia che utilizza come arma un manganello elettrificato. Partecipa al torneo per vincere il premio in denaro e utilizzarlo per curare la sua giovane figlia malata Canbee.
- Chung Paifu - Un vecchio sennin che decide di partecipare al torneo per vendicarsi di un vecchio torto subito da King Leo. Indossa un berretto, donatogli da un uomo conosciuto solo come il "Lupo Leggendario", il quale, se fatto cadere durante la battaglia, attiverà la modalità "ikari" (arrabbiato). Chung combatte con un bastone di legno e ha una spiccata somiglianza col Maestro Muten di Dragon Ball.
- Gozu - Un ninja vestito di rosso armato con gli Artigli del Fuoco. È un membro dell'organizzazione terroristica Jaguar (o Jäger). Partecipa insieme a suo fratello minore Mezu per vendicare la morte di Kazuo, loro fratello ucciso da King Leo.
- Mezu - Un ninja vestito di blu armato con gli Artigli del Ghiaccio. Proprio come suo fratello maggiore Gozu, è membro dell'organizzazione terroristica Jaguar e intende vendicare il fratello Kazuo ucciso da King Leo.
- Joker - Un combattente simile a un clown, leader di una violenta banda di strada nota come Looly Po Po. Le sue armi sembrano giocattoli, ma sono dei marchingegni letali per i nemici. Partecipa al torneo per ottenere fama e gloria per sé stesso e la sua banda. Il suo vero nome è Marco Bariadrid.
- Nicola Zaza - Un giovane genio russo che ha costruito un Super Scudo e una Super Tuta, intenzionato a testarne le capacità al torneo.
- King Lion  - Un uomo che si spaccia per King Leo, si scopre essere infine un suo imitatore e tirapiedi, impiegato per intimidire gli avversari. Utilizza lo stesso stile di combattimento del suo capo e brandisce una "Spada del Leone" fasulla, risultando più debole del boss finale.
- King Leo  - L'ultimo boss e principale antagonista della serie. È un misterioso combattente leggendario responsabile della creazione e della sponsorizzazione del torneo The Battle of the Beast God. King Leo è un guerriero forte e spietato che brandisce la vera "Spada del Leone" e ha ingaggiato un imitatore, King Lion, per intimidire i suoi avversari.

## Accoglienza
In Giappone, la rivista Game Machine elencò Savage Reign nel numero del 1º giugno 1995 come la settima unità arcade di maggior successo del mese, superando titoli come Baku Baku Animal e Cyberbots.
Recensendo la versione per Neo Geo AES, GamePro ha riassunto: "Savage Reign è uno di quei picchiaduro impressionanti che probabilmente scompariranno subito dopo la sua uscita. Ha un aspetto fantastico e il sonoro è dinamite, ma alla fine è carente perché manca di un'identità che lo distingua dalla moltitudine di picchiaduro già disponibili". Lo stesso critico di GamePro ha recensito la versione per Neo Geo CD con osservazioni simili, osservando che, rispetto alla versione originale, "gli attacchi simultanei a tre pulsanti sono più difficili da eseguire perché i pulsanti sono impilati l'uno sull'altro".
Next Generation lo valuta con due stelle su cinque, e ha affermato che "L'unico aspetto innovativo di Savage Reign' è il trespolo al piano superiore che appare in ogni ambientazione sotto forma di loft, tetto o semplicemente un cavo a cui appendersi. Se non ne avete mai abbastanza di questi giochi, eccone un altro".
Maximum ha assegnato alla versione per Neo Geo CD quattro stelle su cinque, commentando che "Non ci sono dubbi, tutto ciò che c'è nella versione per videogiochi è stato inserito nella versione per CD, rendendola una valida alternativa alle attività più convenzionali di Fatal Fury/King of Fighters, ma con tutta l'azione di combattimento che ci si aspetterebbe da un titolo SNK.